# 加藤真史
加藤 真史（かとう まさし、1970年9月7日 - ）は、日本の劇作家、演出家、音楽音響家で、ユニット「演劇／微熱少年」を主宰する。江原河畔劇場芸術学校「無隣館」4期演出部修了。日本劇作家協会会員。

## 来歴
群馬県沼田市に生まれる。高校時代からプロのミュージシャンとして活動。
1993年に劇団無人劇場の公演『詩とアクセル』の音楽音響を担当したことを皮切りに演劇活動にかかわり、1995年に劇団無人劇場を改組する形で劇団咲街が発足すると、劇作や演出も担当した。
2017年、平田オリザの講演会とワークショップを契機に発足した邑楽町民劇団に、企画・制作・劇作・演出・音楽音響として参加した。この参加は一時期離れていた演劇活動への復帰でもあった。
2018年に「『小医癒病』中医癒人大医癒世」が第24回日本劇作家協会新人戯曲賞一次通過。
2019年8月、自作を上演するソロユニット「演劇／微熱少年」の活動を開始した。
2022年11月より、上毛新聞オピニオン委員。（～2023年10月）
群馬県立太田フレックス高等学校非常勤講師（群馬県で唯一の公立高校の演劇の授業を担当）

## 演劇の主な経歴

### 1993年 - 1999年
- 1993年10月 劇団無人劇場『詩人とアクセル』　中野テルプシコール（音楽音響） 作・演出：大窪一顕
- 1993年12月　劇団無人劇場『シルバーデスクス』　新宿タイニィアリス（音楽音響・出演）作・演出：大窪一顕
- 1995年7・8月　劇団咲街『風結いカケル』　高円寺明石スタジオ（音楽音響・演奏）作・演出：大窪一顕[8] Mercy.名義
- 1996年5月　劇団咲街『SWEET ZELDA』　高円寺明石スタジオ（音楽音響）作・演出：大窪一顕[9] Mercy.名義
- 1996年7月　劇団ルネサンス『マーガレット＊ピアス』　こまばアゴラ劇場（音楽）作・演出：長谷川朋史
- 1996年10・11月　劇団咲街『さらばブタ目都市』　国立Liverpool（作・演出・音楽音響・演奏）
- 1997年1月　東京タンバリン『おてんきあめ』　こまばアゴラ劇場（音楽音響）作・演出：高井浩子
- 1997年3・4月　劇団咲街『アルジャーノンに花束を』　中野ウエストエンドスタジオ（音楽音響）脚色・演出：壱岐武志
- 1997年7・8月　東京タンバリン『あさがおの鉢』　高円寺明石スタジオ（音楽音響）作・演出：高井浩子[10]
- 1997年9・10月　劇団咲街『ねじ式CDプレイヤー』　荻窪アールコリン（作・演出・音楽音響・演奏）
- 1997年11月　初谷誠プロデュース『初谷誠ショートショート』　六本木アトリエフォンテーヌ（音楽音響）作・演出：初谷誠
- 1998年1月　東京タンバリン『よせ鍋』　高円寺明石スタジオ（音楽音響）作・演出：高井浩子[11]
- 1998年3月　浅野うらら一人芝居『アリス』　東中野エウロス・帝塚山キリスト教会（演出・音楽音響）作：浅野うらら
- 1998年4月　東京タンバリン『あかい絵の具』　こまばアゴラ劇場（音楽）作・演出：高井浩子

### 2018年以降

#### 邑楽町民劇団（仮）楽・邑楽LaAura公演
- 2018年3月 『忠臣蔵・武士編』　邑楽町役場ロビー（構成・演出・音楽音響）作：平田オリザ
- 2018年11月 『白鳥の湖（仮）』　邑楽町中央公民館邑の森ホール（作・演出・音楽音響）
- 2019年2月 『さらだ殺人事件』　邑楽町長柄公民館（音楽音響）作：別役実
- 2019年3月 『在西安青年』　邑楽町中央公民館邑の森ホール（作・演出・出演）
- 2019年6月 『銀河鉄道の夜』　邑楽町中央公民館邑の森ホール（構成・演出・音楽音響）作：平田オリザ、合唱編曲：青島広志

#### ユニット「演劇／微熱少年」公演
- 2020年5月より『縁側アロハ その前に。』YouTube演劇／微熱少年公式チャンネル（作・演出・音楽音響）
- 2021年6月19日　『構造なり力なり』日本劇作家協会月いちリーディング　（作）[12]
- 2021年8月 『縁側アロハ』演劇／微熱少年　（作・演出・音楽音響）　[13][14]
  - 出演：栗原一美、新井聖二、小川裕子、大竹直（青年団）、成澤陽子、新島沙結、永井凜、星野孝雄、中村ひろみ、立川談四楼
- 2022年5月　『料理昇降機／the dumb waiter』　（演出・音楽音響）作：ハロルド・ピンター、訳：喜志哲雄[15]
  - 出演：大竹直（青年団）、加藤亮佑
  - 群馬県立館林美術館初の演劇公演

- 2022年10月 『「小医癒病」中医癒人大医癒世』 （作・演出・音楽音響）[16][17]
  - 出演：新井聖二、成澤陽子、入内島優奈、村山朋果、赤井那帆、武藤真大、木田恭平、佐藤壮成、山﨑香、川原崎晴紀、東雲楽、みずだけ豆太、栗原一美、加藤亮佑、酒巻誉洋、久保田雅彦、滝川いくた、根岸佐千子、荒井正人、中村ひろみ
- 2023年5月『すべて重力のせいだ』『構造なり力なり』（作・演出・音楽音響）[18][19]
  - 『すべて重力のせいだ』出演：大竹直、加藤亮佑、酒巻誉洋、村山朋果
  - 『構造なり力なり』出演：小池舞、久保田雅彦、小川朋珠、芦塚諒洋
- 2023年11月『構造なり力なり』（作・演出・音楽音響）
  - 出演：栗原一美、新井聖二
- 2024年5月『めいく みぃ すまいる、あげいん』（作・演出・音楽音響）[20][21][22]
  - 出演：酒巻誉洋、栗原一美、村山朋果、田村菜穂、新井聖二、加藤亮佑
  - 併演：『見えないけど、本当のこと』作・演出・出演：大竹直（青年団）

#### その他公演
- 2020年10月より前橋文学館「萩原葉子生誕100年記念展」『わたしはまだ踊らない』（作・演出）同館YouTubeチャンネル[23]
  - 出演：萩原玲子、林健樹、雨宮友美、萩原朔美

- 2020年11月 演劇プロデュースとろんぷ・るいゆ 『紙風船』 前橋臨江閣本館（演出・音楽音響）作：岸田國士[24]
- 2021年3月　前橋市・MMA 空中演劇　『まだその名を知らぬ冠を手に入れた』前橋白井屋ホテル（脚本）[25]
  - 出演：村山朋果、郡司厚太、中村ひろみ、萩原朔美
- 2023年5月　たてび×えんびリーディングシアター『エレジー～父の夢は舞う～』群馬県立館林美術館（演出・音楽音響、作・清水邦夫）[26]
  - 出演：萩原朔美、鄭亜美、林健樹、川田夏実、大竹直

- 2024年９月　前橋文学館リーディングシアターvol.23 『イエスタデイ』前橋文学館（演出・音楽音響、作：清水邦夫）
  - 出演：萩原朔美、鄭亜美、大竹直、田村菜穂、川田夏実、村山朋果、林健樹[27]

## 著書
- 加藤真史『加藤真史戯曲集 2018-2020』デザインエッグ、東大阪市、2021年2月8日。ISBN 978-4-8150-2492-5。OCLC 1243301144。